# Fort Doladorgiu

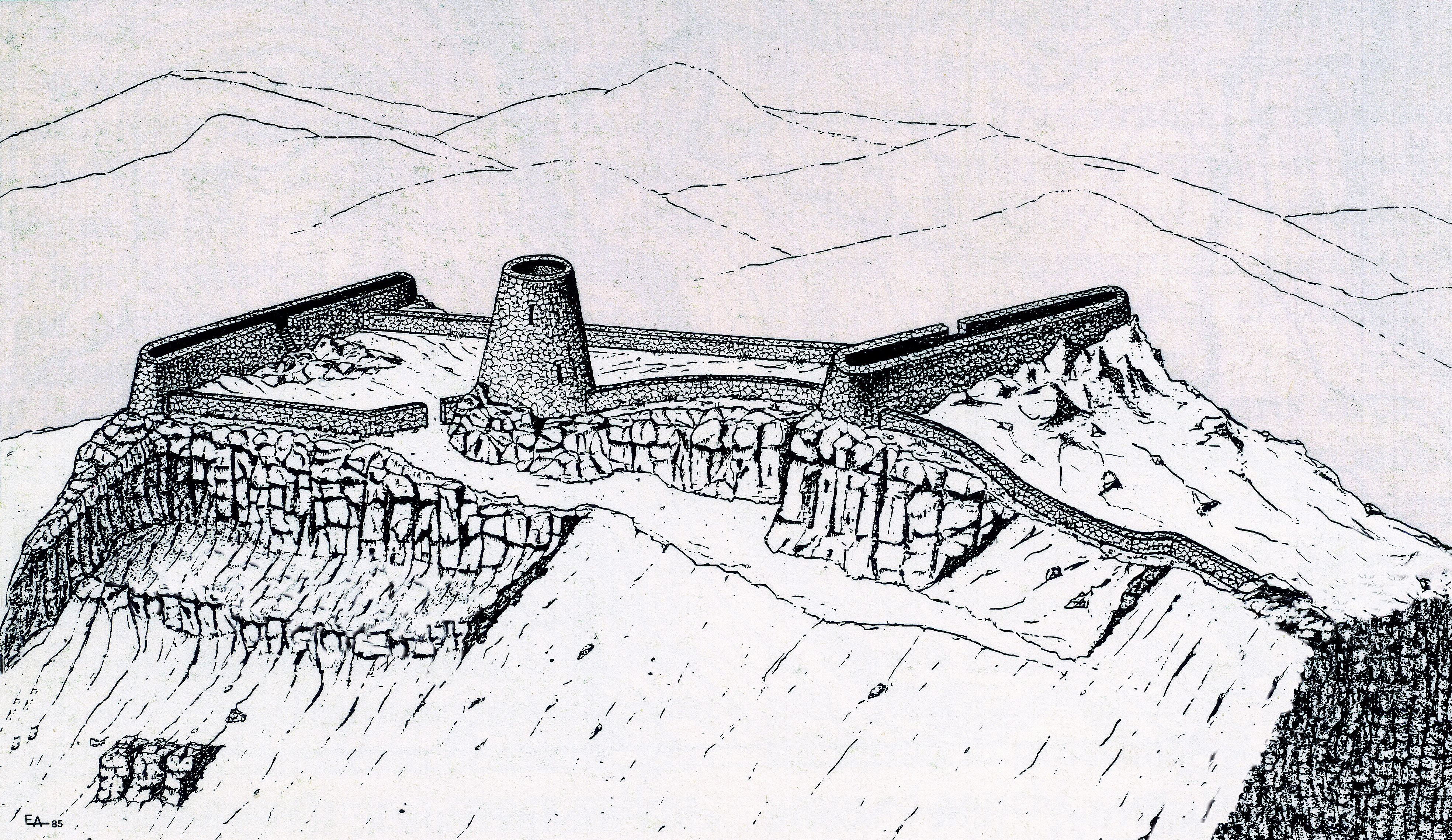
Idealtypische Rekonstruktion

Das nuraghische Fort Doladorgiu (italienisch Complesso fortificato di Doladorgiu) liegt in der Mitte des Golgotals, auf einem 530 m hohen schmalen felsigen Hügel, der das Hochplateau von Su Golgo bei Baunei in der Provinz Ogliastra auf Sardinien überragt.
Das nuraghische Fort besteht aus einem System von Mauern, die vermutlich zu Verteidigungszwecken errichtet wurden. Die dickste Mauer schützt den Komplex im Westen, der die einfachste Annäherung an das Gelände ermöglicht. Es sind keine Nuraghenreste vorhanden, so dass es sich nicht um eine Nuraghensiedlung handelt.
In der Nähe steht die Nuraghe Alvo.